# هوکسئوک-دونگ
هوکسئوک-دونگ (به لاتین: Heukseok-dong) یک منطقهٔ مسکونی در کره جنوبی است که در ناحیه دونگجاک واقع شده‌است.